# Glauconycteris kenyacola
Glauconycteris kenyacola is een zoogdier uit de familie van de gladneuzen (Vespertilionidae). De wetenschappelijke naam van de soort werd voor het eerst geldig gepubliceerd door Peterson in 1982.

## Voorkomen
De soort komt voor in Kenia.